# (153) Hilda
 For alternative betydninger, se Hilda.
(153) Hilda (også kendt som: 1935 GD) er en asteroide i den ydre del af asteroidebæltet, hvor den kommer tæt på planeten Jupiter hver tredje gang den tager et omløb om Solen. Den blev opdaget den 2. november 1875 af den østrigske astronom Johann Palisa. Asteroiden er opkaldt til minde om Theodor von Oppolzers ældste datter – Hilda, der døde året før. Oppolzer var ligeledes en østrigsk astronom og geodæt, og den første præsident for den Internationale Geodætiske Association.
Med en diameter på 171 km, er den en af de større asteroider. Hilda har en mørk kulstofrig overflade med en albedo på 0,062 og asteroiden er klassificeret som spektralklasse P(Tholen) og X(SMASSII). Den roterer om sin egen akse på 5 timer og 58 minutter.

## Hilda-asteroiderne
Hilda er navngiver til Hilda-asteroiderne, en gruppe af asteroider der alle har baner i 3:2 resonans med Jupiter. Resonansen med Jupiter skabes ved at asteroiderne i Hilda gruppen har en omløbstid om Solen på ca. 7,9 år mod Jupiters 11,9 år, eller med andre ord de tager tre ture rundt hver gang Jupiter tager to. Det kan lade sig gøre ved en middelafstand til Solen på mellem 3,7 og 4,2 AE. Desuden har de bane-excentriciteter på maks. 0,3 og banehældninger op til 20° fra ekliptikas plan. 
Det helt særlige ved Hilda asteroiderne er at de samlet set, til et vilkårligt tidspunkt, danner en næsten perfekt ligesidet trekant. Dette sker på trods af at hver eneste af dem bevæger sig i helt normale elliptiske baner, men resonansen med Jupiter gør at de hele tiden danner en trekant.